# Фонтекьяри
Фонтекьяри (итал. Fontechiari) — коммуна в Италии, располагается в регионе Лацио, в провинции Фрозиноне.
Население составляет 1304 человека (2008 г.), плотность населения составляет 80 чел./км². Занимает площадь 16 км². Почтовый индекс — 3030. Телефонный код — 0776.
Покровителем коммуны почитается святой апостол Варфоломей, празднование 24 августа.

## Демография
Динамика населения:

## Администрация коммуны
- Официальный сайт: http://www.comune.fontechiari.fr.it/